# Festung von Machaby
Die Festung Machaby (französisch Fort de Machaby, italienisch Forte di Machaby) ist eine Festung, die als Vorposten der Festung von Bard auf einem Felsvorsprung von Machaby in der Gemeinde Arnad im Aostatal liegt. Sie stammt aus dem 17. und 18. Jahrhundert. Die Anlage liegt in der Nähe Heiligtums von Notre-Dame-des-Neiges und der alten Siedlung Machaby und ist in einem 20-minütigen Fußmarsch über ein Stück der Militärstraße aus dem 19. Jahrhundert leicht zu erreichen. Die Anlage, die in den 2000er-Jahren nach fünfjähriger Restaurierung in eine Unterkunft umgewandelt wurde, ist in ihren Innenbereichen während der Öffnungszeiten des Hostels und des Centro di Formazione Alpinistica teilweise öffentlich zugänglich.

## Geschichte

### 17.–19. Jahrhundert

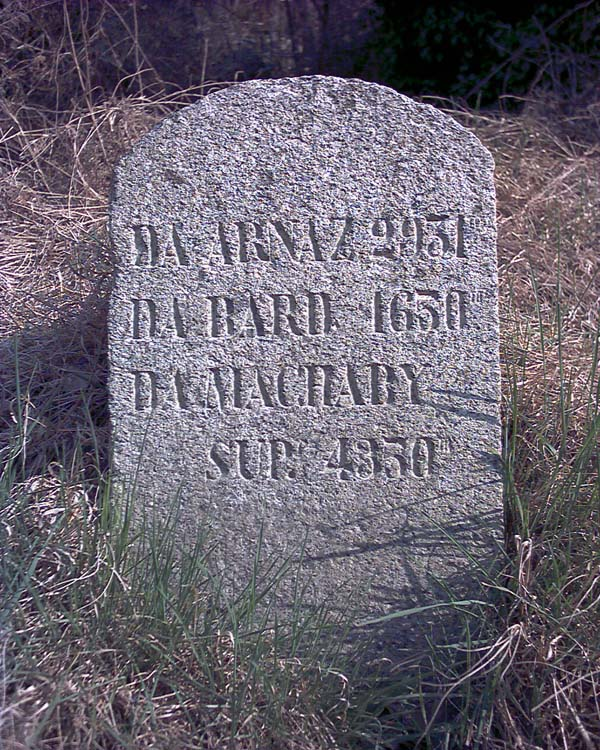
Gedenkstein an der Militärstraße nach Machaby

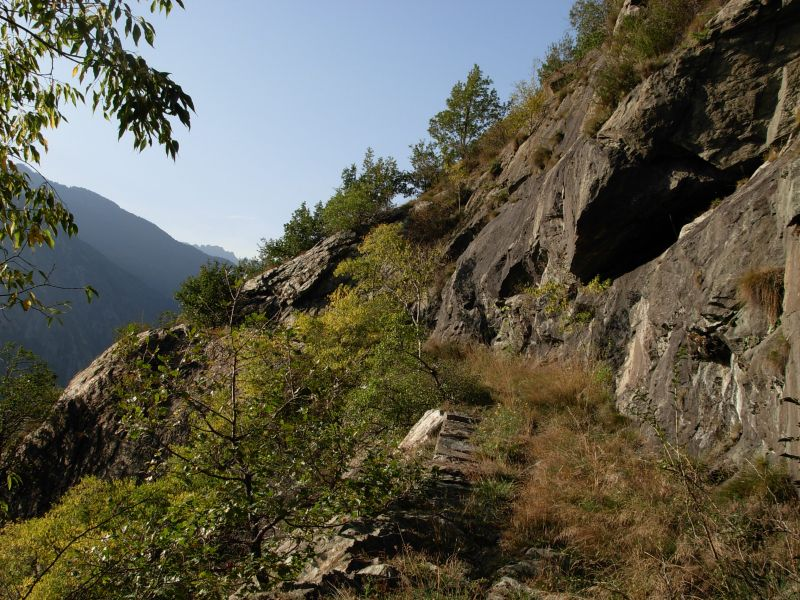
Spur der alten Militärstraße, die in den Fels gehauen wurde.

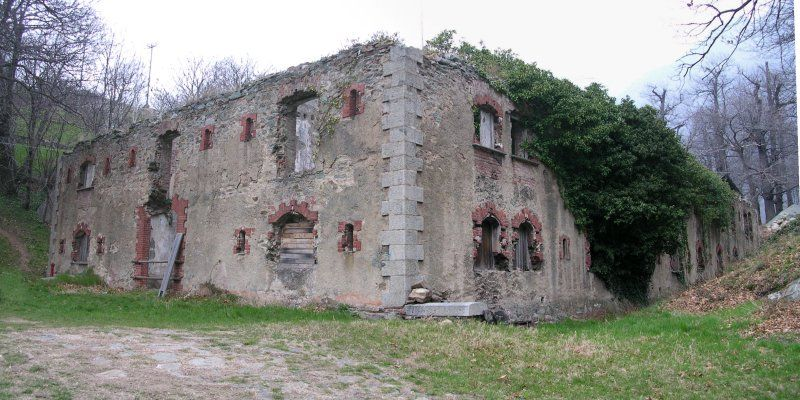
Südostfassade der Licini-Kaserne vor der Restaurierung

Die Genietruppe baute um 1880–1885 die Verteidigungskaserne von Machaby auf den Resten eines alten, militärischen Forts aus dem 17. Jahrhundert in strategisch günstiger Lage zur Überwachung des Gebietes von Arnad und des Tales der Dora Baltea. In der Kaserne befand sich die Werksgarnison, während, wenig oberhalb, die Genietruppe die Batterie des Dorfes Lo Fort, genannt auch Batteria di Machaby, aufbaute; sie war mit 6 Kanonen vom Typ 149 G bestückt, die dazu dienten, feindliche Truppen daran zu hindern, das Fort von Bard an seiner schwächsten Flanke, der rechten, zu überrumpeln. Nach und nach baute die Genietruppe eine weitere Batterie auf dem Gipfel des Tête de Cou und auch diese wurde mit 6 Kanonen, Typ 149 G, ausgestattet.

### 20. Jahrhundert

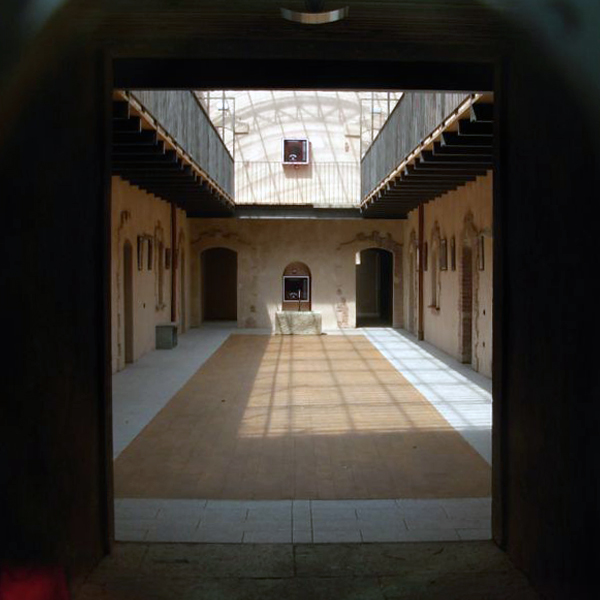
Inneres der Licini-Kaserne nach der Restaurierung

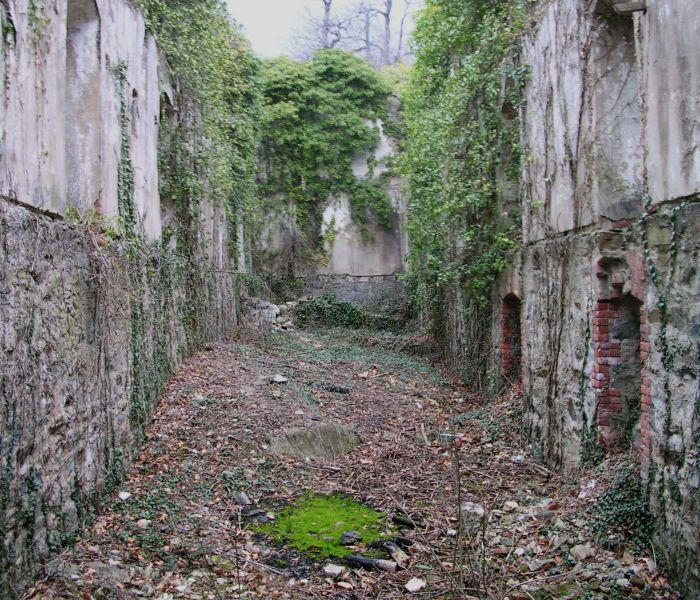
Inneres der Licini-Kaserne vor der Restaurierung

Die Festung, die lange logistischer Sitz für die Sommerausbildungscamps des Alpini-Battaillons Aosta, wurde nach und nach aufgelassen.
Die Befestigungen haben Spuren in der Erinnerung der ältesten Bewohner von Arnad hinterlassen, die in einigen Berichten dargelegt haben, wie das tägliche Leben der Festung in der letzten Zeit ihres Betriebes ablief:

„Die militärische Festung über Machaby wurde 1888 erbaut; es gab Soldaten und sie hatten auch Kanonen und ich hörte, dass sie ab und zu schossen; später, während des ersten Weltkrieges, sind viele Soldaten gekommen und haben die Kanonen den Erdrutsch hinuntergeschickt. In der Kaserne gab es Kompanien, die machten immer eine große Menge Nudeln und viele kamen mit kleinen Töpfen aus dem Dorf, um die Nudeln zu holen, die die Soldaten hinterlassen hatten, sonst hätten sie sie weggeworfen; [einige nahmen sie], um sie [selbst] zu essen, einige, um sie den Schweinen zu geben. (...)“

Zeugnis von Bonel Lugia, geb. 1906.

„Ich kann mich sehr gut an die Soldaten erinnern, die auf der Kaserne von Machaby auf Wache waren, auf der Festung und auf der Festung von „La Cou“. In der letzten Zeit gab es nur wenige von ihnen und eine Frau aus Bard, die sie „Gin“ nannten, war die letzte Wächterin. Die Kaserne war dann sehr gut gepflegt mit schönen Stuben mit Holzböden, der Zisterne für das Wasser und weiter unten gab es auch kultivierte Gärten. Die Militärs sind bis 1920–1922 geblieben, aber die Kaserne ist immer abgesperrt gewesen bis zum letzten Krieg. (...)“

Zeugnis von Rolland Gasparina, geb. 1915.

Im Februar 1968 kaufte die Gemeinde Arnad die Festung, die sie von der Republik Italien übernahm.

### 21. Jahrhundert
Im Jahre 2005 wurde ein Teil der Militärstraße aus dem 19. Jahrhundert durch einen Erdrutsch blockiert, der die Verbindung mit der Staatsstraße 26 in der Nähe von Arnad, in etwa 500 Meter Höhe, unterbrach. Nicht unterbrochen wurde hingegen der Pfad, der mit der Straße, die vom unteren Schloss Arnad zum Heiligtum von Machaby führt, verbindet.
Die genaue Restaurierung der Festung, die im Winter 2005/2006 begonnen und im Oktober 2010 abgeschlossen wurde, wurde im Auftrag der Gemeinde Arnad durchgeführt, um den Tourismus im unteren Aostatal zu fördern. Die Arbeiten haben eine Summe von 1,8 Mio. € verschlungen, von der 20 % die Gemeinde aufbrachte und 80 % der FOSPI-Regionalfonds. Nach einer Ausschreibung wurde das neue Unterkunft im Inneren der Festung de Verwaltung anvertraut. Die Unterkunft wurde im März 2012 eingeweiht und gestattet die Öffnung der Festung für einige Monate im Jahr.

## Beschreibung
Der Komplex besteht aus der Kaserne „Tenente Lucini“, der „Batteria di Machaby“ und der „Batteria del Colle La Cou“.

### Kaserne „Tenente Lucini“

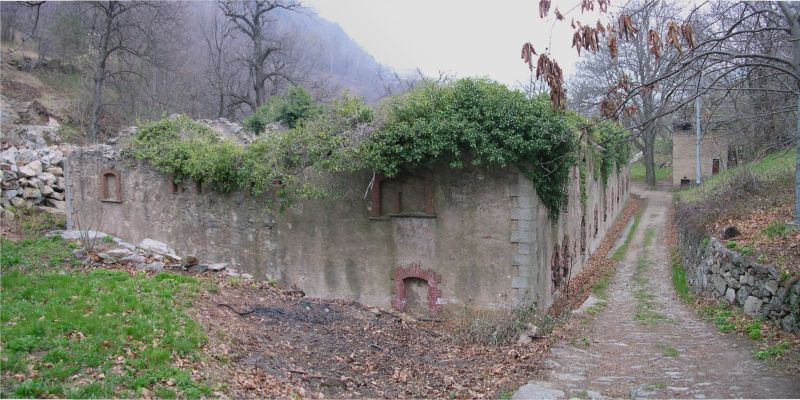
Die Rückseite der Kaserne mit der Nordwestfassade vor der Restaurierung

Die Kaserne „Tenente Lucini“ auf 717 Meter Höhe ist von einem Jahrhunderte alten Kastanienwald umgeben und beherbergt seit den 2010er-Jahren eine Unterkunft in angeschlossenem Hostel und dem Centro di Formazione Alpinistica, in deren Nähe sich der natürlicher Klettergarten von Machaby, die Klippe namens „Paretone“, befindet. Während der Restaurierung in den 2000er-Jahren wurde die originale Bausubstanz erhalten, wo immer es möglich war, wobei ein durchsichtiges Dach aus Polycarbonat angebracht wurde, das den Innenhof überspannt, ebenso wie Einrichtungen zur Gewinnung erneuerbarer Energien an der Unterkunft, die dieser eine 90%ige Energieautonomie verleihen: Es wurden eine Photovoltaikanlage und eine Geothermieanlage installiert und man sammelt das Regenwasser.

#### Innenräume
So wurde die Kaserne in der Zeitschrift „Environnement“ nach der Restaurierung beschrieben:

„Im Erdgeschoss findet man eine Gemeinschaftszone, die Wohnung des Leiters der Einrichtung, die Serviceräume, den Eingangshof, die Küche, einen Personalraum, zwei miteinander verbundene Speisesäle, einen Aufenthaltsraum und den Heizraum. In der Mitte des Gebäudes ist der Innenhof mit einem Polycarbonatdach geschützt, das die Nutzung dieses Raumes auch bei schlechtem Wetter gestattet. Im Obergeschoss sind die Schlafräume und Nebenräume untergebracht, sowie zwei Räume für Begleitpersonen mit angeschlossenen Nebenräumen.“

### Batteria Machaby
Die „Batteria Machaby“ liegt in 843 Metern Höhe und ist eine Ruine; sie hatte Kanonen im Freien platziert (in einer Geschützbank). Neben den Stellplätzen für die Kanonen sind eine Contrescarpemauer und ein breiter Burggraben erhalten.

### Batteria del Colle La Cou
Die „Batteria del Colle La Cou“ in 1425 Metern Höhe ist heute praktisch vollkommen zerstört. Sie liegt etwa 1½ Stunden Fußmarsch auf einem Mulipfad von der Batteria Machaby entfernt auf dem Gipfel Tête de Cou. Es sind nur noch wenige Reste der Kanonenbatterie auf Geschützbank erhalten.